# Bàdminton als Jocs Olímpics d'estiu de 1988
Als Jocs Olímpics d'Estiu de 1988 celebrats a la ciutat de Seül (Corea del Sud) es disputaren cinc proves de bàdminton, sent la segona vegada que aquest esport formava part del programa olímpic, si bé com a esport de demostració encara.
Hi participaren un total de 9 comitès nacionals diferents, i les proves es realitzaren el 19 de setembre de 1988 al Gimnàs de la Universitat Nacional de Seül.

## Resum de medalles

### Categoria masculina
| Prova      | Or                                      | Argent                                     | Bronze                               |
| Individual | Yang Yang                               | Icuk Sugiarto                              | Park Sung-hae                        |
| Dobles     | R.P. de la Xina Tian Bingyi · Li Yongbo | Corea del Sud Lee Sang-bok · Lee Kwang-jin | Japó Shuji Matsuno · Shinji Matsuura |

### Categoria femenina
| Prova      | Or                                        | Argent                                  | Bronze                                |
| Individual | Han Aiping                                | Hwang Hye-young                         | Sumiko Kitada                         |
| Dobles     | Corea del Sud Kim Yun-ja · Chung So-young | R.P. de la Xina Lin Ying · Guan Weizhen | Dinamarca Dorte Kjær · Nettie Nielsen |

### Categoria mixta
| Prova  | Or                                            | Argent                                      | Bronze                             |
| Dobles | Corea del Sud Park Joo-bong · Chung Myung-hee | R.P. de la Xina Wang Pengren · Shi Fangjing | Hong Kong Chan Chi Choi · Amy Chan |

## Medaller
| Posició | País            | Or | Argent | Bronze | Total |
| 1       | Corea del Sud   | 3  | 1      | 1      | 5     |
| 2       | R.P. de la Xina | 2  | 3      | 0      | 5     |
| 3       | Indonèsia       | 0  | 1      | 0      | 1     |
| 4       | Japó            | 0  | 0      | 2      | 2     |
| 5       | Dinamarca       | 0  | 0      | 1      | 1     |
| 5       | Hong Kong       | 0  | 0      | 1      | 1     |